# 德國自取滅亡
《德國自取滅亡》（德語：Deutschland schafft sich ab）是德國經濟學家與作家蒂洛·薩拉辛於2010年出版的一本書。其副標題為「我們是如何將我們的國家置於危境」（德語：Wie wir unser Land aufs Spiel setzen）。在這本書中，薩拉辛探討了在德國人生育率低，而主要的人口增長來自於中低階層與穆斯林移民家庭的背景下德國未來的後果。
這本書在出版後，引起了德國公眾的巨大關注，德國媒體研究企業媒體監控做的特別評估顯示：《德國自取滅亡》是德國十年來有德國作家寫的在書出版2個月內最暢銷的政治非小說類書籍。